# Amarinceo
En la mitología griega, Amarinceo (en griego Ἀμαρυγκεύς) era un caudillo de los eleos. Su padre es llamado Aléctor o Acetor o bien un tal Onesímaco, nombre dudoso. Su madre era Diogenía, hija de Forbante y nieta de Lápites. No obstante Pausanias dice que el padre de Amarinceo era un tesalio inmigrante, llamado Pitio, que por lo demás es desconocido. Su esposa fue Mnesímaca, hija del rey Dexámeno de Óleno, quien le dio a Diores. Este fue uno de los cuatro caudillos eleos durante la guerra de Troya. Otro hijo de Amarinceo, Hipóstrato, intentó seducir a Peribea. Higino, en un pasaje corrupto, nos dice que Amarinceo participó también en la guerra, era de Micenas y aportó diecinueve naves. No obstante la versión más conocida de Amarinceo aparece en los textos homéricos, donde solo es mencionado como un patronímico de su hijo Diores «Amarincida». Tras la muerte de Amarinceo sus hijos celebraron exequias con una competición deportiva, en las cuales participó Néstor, que todavía era joven. Pausanias refiere que Amarinceo realizó una gran labor defendiendo la ciudad contra Heracles, por lo que Augías le cedió una parte del trono.